# Rising Auto F7
Rising Auto F7 (также известный как Feifan F7) — электромобиль бизнес-класса, выпускаемый компанией SAIC Motor под брендом Rising Auto с марта 2023 года.

## Описание
Автомобиль Rising Auto F7 впервые был представлен в 2023 году на автосалоне в Шанхае. Интерьер оснащён центральной консолью Qualcomm Snapdragon 8155 с операционной системой Rising OS и 43-дюймовым сенсорным экраном.
Заднеприводные модели оснащены аккумулятором LFP напряжением 64 кВт⋅ч и электродвигателем мощностью 340 л. с. и крутящим моментом 450 Н⋅м с запасом хода 666 км. Также существует полноприводная модель с аккумулятором напряжением 90 кВт⋅ч и электродвигателем мощностью 544 л. с. и крутящим моментом 700 Н⋅м с запасом хода 600 км. До 100 км/ч автомобиль разгоняется за 3,7 секунды.

## Галерея

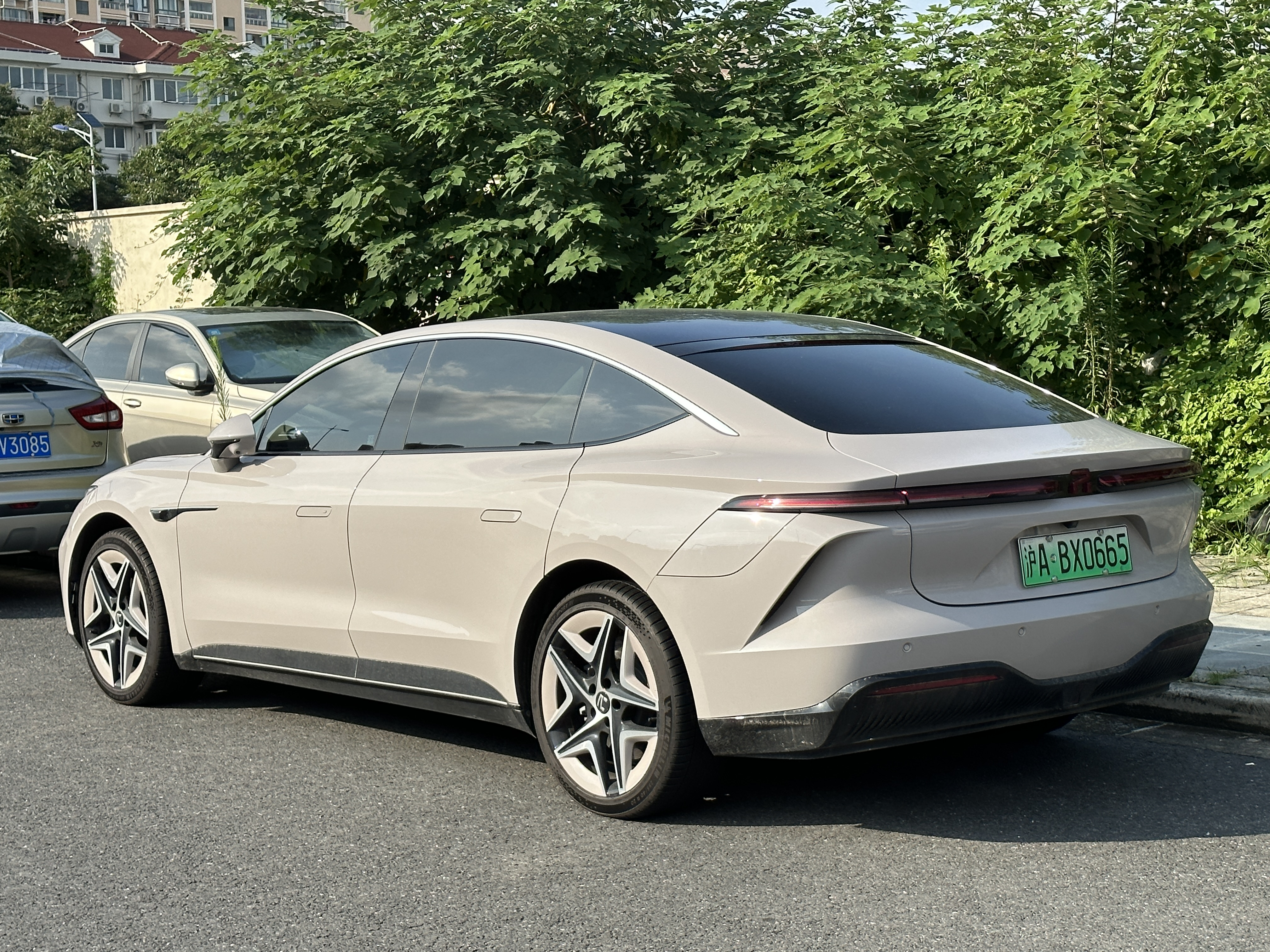
Вид сзади
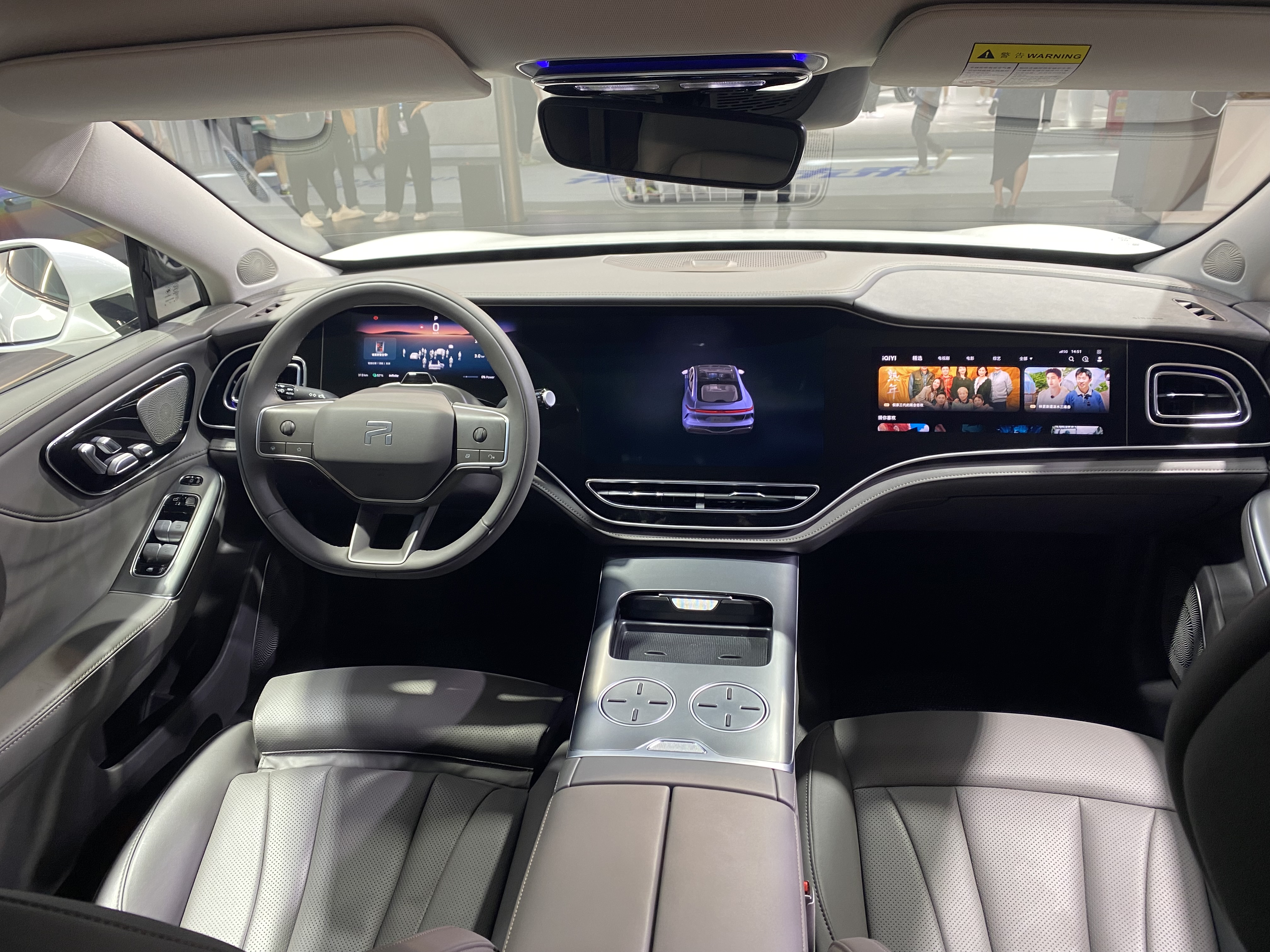
Интерьер